# Gegard Mousasi
Gegard Mousasi (ur. 1 sierpnia 1985 w Teheranie) – holenderski kick-bokser i zawodnik mieszanych sztuk walki (MMA) pochodzenia ormiańskiego. Mistrz organizacji Dream w wadze średniej z 2008 i w wadze półciężkiej z 2010 oraz mistrz organizacji Strikeforce w wadze półciężkiej z 2009. W latach 2013–2017 zawodnik UFC. Były mistrz (2018-2019, 2020-2022) oraz zawodnik Bellator MMA (2017-2024) w wadze średniej.

## Sportowa kariera
Urodził się w rodzinie irańskich Ormian. Jego przodkowie pierwotnie nosili nazwisko Mowsesjan, jednak na początku XX wieku zmienili je na bardziej persko brzmiące. W wieku 8 lat Mousasi wraz z rodziną wyemigrował do Holandii. Tam rozwijał zainteresowanie sportami walki. Początkowo trenował judo, a następnie boks. W 2001 został bokserskim mistrzem Holandii juniorów. Wkrótce potem porzucił jednak pięściarstwo na rzecz znacznie bardziej popularnego w Holandii kick-boxingu. W 2002 roku za namową brata rozpoczął treningi mieszanych sztuk walki.

### Początki kariery MMA
Pierwszą zawodową walkę MMA stoczył w kwietniu 2003 roku w Amsterdamie dla lokalnej organizacji 2H2H. Następnie, w ciągu 3 lat walczył dla różnych organizacji (m.in. M-1 Global, Rings, DEEP), wygrywając większość walk przed czasem.
Legitymując się bilansem 12-1-1, w czerwcu 2006 roku zadebiutował w prestiżowej japońskiej organizacji PRIDE FC. Wystartował wówczas w turnieju PRIDE 2006 Welterweight Grand Prix  (do 83 kg). W pierwszej rundzie pokonał przez TKO Makoto Takimoto, ale dwa miesiące później odpadł w ćwierćfinale, poddając się Akihiro Gōno.
W grudniu 2006 roku zdobył mistrzostwo w wadze średniej (do 84 kg) w tamtym czasie mniej znaczącej angielskiej organizacji Cage Warriors.

### Dream / Strikeforce
W 2008 roku wystartował w 16-osobowym turnieju Dream Middleweight Grand Prix, mającym wyłonić mistrza wagi średniej (do 84 kg) nowo powstałej japońskiej organizacji Dream. W drodze do finału Mousasi pokonał kolejno Denisa Kanga, Yoon Dong-sika i Melvina Manhoefa. 23 września 2008 roku w Saitamie zmierzył się w walce o mistrzostwo z faworyzowanym mistrzem brazylijskiego jiu-jitsu, Ronaldo "Jacare" Souzą. Mousasi znokautował go w pierwszej rundzie efektownym kopnięciem w parterze, gdy Brazylijczyk znajdował się w jego gardzie.
W maju 2009 roku podjął decyzję o rezygnacji z mistrzostwa Dream i przejściu do wagi półciężkiej (do 93 kg). Wziął również udział w Dream Super Hulk Grand Prix − 8-osobowym turnieju bez podziału na kategorie wagowe. W ćwierćfinale pokonał Marka Hunta, zakładając mu dźwignię na ramię, jednak później wycofał się z udziału w półfinałach.
15 sierpnia 2009 roku zadebiutował w amerykańskiej organizacji Strikeforce. Już w swoim pierwszym występie otrzymał szansę walki o tytuł z mistrzem Strikeforce w wadze półciężkiej, Renato Sobralem. Wykorzystał ją, nokautując Brazylijczyka w ciągu jednej minuty ciosami pięściami w parterze. 17 kwietnia 2010 roku w Nashville Mousasi stoczył walkę w obronie mistrzostwa przeciwko amerykańskiemu eks-zapaśnikowi Muhammedowi Lawalowi. Przegrał ją przez jednogłośną decyzję sędziów (wszyscy trzej punktowali 45-49). O wyniku zadecydowały liczne obalenia wykonywane przez Lawala.
Trzy miesiące po utracie mistrzostwa Strikeforce powrócił do Dream, aby wziąć udział w 4-osobowym turnieju Dream Light Heavyweight Grand Prix o mistrzostwo tej organizacji w wadze półciężkiej. W rozegranym 10 lipca półfinale pokonał przez duszenie gilotynowe Amerykanina Jake’a  O’Briena. 25 września w Nogoi zmierzył się w finale z Japończykiem Tatsuyą Mizuno. Pokonał go przez duszenie zza pleców w pierwszej rundzie, zdobywając tytuł.
9 kwietnia 2011 roku stoczył swoją czwartą walkę w Strikeforce. Jego przeciwnikiem miał być pierwotnie Mike Kyle, ale z powodu kontuzji, został zastąpiony przez Keitha Jardine'a. Walka zakończyła się większościowym remisem, na co wpływ miało m.in. odjęcie Mousasiemu w pierwszej rundzie punktu za zadanie nieprzepisowego kopnięcia w parterze.
16 lipca 2011 roku w Tokio obronił mistrzostwo Dream, pokonując przez techniczny nokaut byłego judokę, Hiroshiego Izumiego. 17 grudnia 2011 roku stoczył wygrany pojedynek z Ovince St. Preux na gali Strikeforce - Melendez vs. Masvidal.

### UFC
W 2011 organizacja Strikeforce została kupiona przez Zuffa, właściciela m.in. konkurencyjnego UFC, a dwa lata później zakończyło swoją działalność. Zawodnicy z ważnymi kontraktami zostali przeniesieni do UFC - również Mousasi. W debiucie 6 kwietnia 2013 miał stoczyć pojedynek ze Szwedem Alexandrem Gustafssonem, lecz na kilka dni przed galą uległ kontuzji i jego miejsce zajął pochodzący z Albanii Ilir Latifi którego Mousasi pokonał na punkty. W latach 2014–2015 notował dotkliwe porażki z byłym mistrzem UFC Lyoto Machidą oraz w rewanżu z Souzą. 24 stycznia 2015 znokautował byłego dwukrotnego mistrza PRIDE FC Dana Hendersona w 1 minucie i 10 sekundzie pojedynku. Po porażce z rąk Uriah Halla we wrześniu 2015 zanotował trzy wygrane z rzędu m.in. nad Vitorem Belfortem, którego pokonał przez TKO.
8 kwietnia 2017 na UFC 210 pokonał w kontrowersyjnych okolicznościach Chrisa Weidmana przez techniczny nokaut. Mousasi w drugiej rundzie zadał ciosy kolanem w głowę Amerykanina przy trzech punktach podparcia (stopy i jedna dłoń na ziemi, wg Unified Rules of Mixed Martial Arts od 2017 są legalne) które sędzia przez niedopatrzenie zinterpretował jako faul jakoby Mousasi zadał ciosy w momencie gdy Weidman posiadał cztery punkty podparcia (czyli stopy i obie dłonie) co w świetle zunifikowanych reguł MMA jest już zabronione. Zarządzono kilkuminutową przerwę w czasie której przejrzano powtórki z kontrowersyjną akcją z której wynikało iż Mousasi zadał legalne ciosy.

### Bellator MMA
10 lipca 2017 podpisał kontrakt z Bellator MMA na sześć walk, natomiast 20 października 2017 zadebiutował w niej, pokonując jednogłośną decyzją sędziów Rosjanina, Aleksandra Szlemienkę.
25 maja 2018 na jubileuszowej dwusetnej gali pokonał ówczesnego posiadacza tytułu wagi średniej Brazylijczyka, Rafaela Carvalho przez TKO w pierwszej rundzie, zostając tym samym nowym mistrzem.
23 maja 2024 ogłoszono, że został zwolniony z kontraktu z PFL/Bellator MMA.

### K-1
Podczas specjalnej sylwestrowej gali Dynamite!! 2008, na której wystąpili wspólnie zawodnicy Dream i K-1, zmierzył się w walce na zasadach K-1 z dwukrotnym wicemistrzem K-1 WGP, Musashim. Mousasi zdominował pojedynek, dwukrotnie posyłając rywala na deski szybkimi kombinacjami bokserskimi. W końcu, po upływie 2,5 minuty pierwszej rundy i trzecim nokdaunie Japończyka sędzia ogłosił nokaut.
Dwa lata później, podczas gali Dynamite!! 2010 walczył przeciwko mistrzowi K-1 w wadze ciężkiej, Kyōtarō Fujimoto. Pokonał go przez jednogłośną decyzję sędziów (w 2. rundzie Japończyk był liczony).

## Osiągnięcia

### Mieszane sztuki walki
- 2006: mistrz Cage Warriors w wadze średniej
- 2008: Dream Middleweight Grand Prix − 1. miejsce w turnieju wagi średniej
- 2008−2009: mistrz Dream w wadze średniej
- 2009−2010: mistrz Strikeforce w wadze półciężkiej
- 2010−2012: mistrz Dream w wadze półciężkiej
- 2018: mistrz Bellator MMA w wadze średniej

### Boks
- 2001: mistrz Holandii juniorów